# Catherine Fulop
Catherine Amanda Fulop (Caracas, 11 de març de 1965) és una actriu, conductora i model veneçolana coneguda pel seu personatge de Abigaíl Guzmán de Ruiz en la telenovel·la Abigaíl.

## Biografia
És la cinquena filla d'una família nombrosa, de mare veneçolana i pare hongarès, qui va emigrar a Veneçuela després de la Segona Guerra Mundial. Té sis germanes i un germà. El 1986 va participar en el famós concurs de bellesa veneçolà Miss Veneçuela al costat de Maite Delgado, Carolina Perpetuo, entre d'altres, on va representar a l'estat Vargas i va obtenir el lloc de tercera finalista. Des de 1990, va estar casada amb Fernando Carrillo, actor veneçolà amb el qual va compartir protagonisme en les telenovel·les Abigail Pasionaria i Cara bonita i de qui es va divorciar en 1994. En 1998 es va casar amb l'actor i empresari argentí Osvaldo Sabatini, germà de la popular tennista argentina Gabriela Sabatini, amb qui té dues filles, Oriana i Tiziana Sabatini. Actualment resideix a Buenos Aires (Argentina), on s'ha fet famosa realitzant la seva carrera artística, protagonitzant telenovel·les, conduint programes de televisió, participant en obres de teatre, realitzant publicitats per a importants marques i a la ràdio Val 97.5 acompanyada per Marcelo Foss. Fulop també ha fet fotografia.

## Carrera
Ha participat en diversos concursos de bellesa, a Miss Veneçuela va ser triada com a tercera finalista i Miss Amèrica Llatina on va ser finalista. En 1987 inicia la seva carrera com a actriu a RCTV amb un petit paper en la telenovel·la Roberta i aquest mateix any protagonitza la telenovel·la Mi amada Beatriz, al costat de Miguel Alcántara. Posteriorment protagonitza les minisèries La Muchacha del Circo i Amor Marcado al costat de Fernando Carrillo, i el 1988 torna a protagonitzar amb Carrillo la telenovel·la Abigaíl, con la que aconsegueix consolidar-se com a estrella nacional i internacional. Entre 1991 i 1992 protagonitza amb Jean Carlo Simancas la telenovel·la Mundo de fieras, la seva última telenovel·la a Veneçuela. Entre 1992 i 1993, a Espanya, va presentar el programa Viéndonos, amb el duet còmic Martes y 13 a TVE com a conseqüència de la popularitat que hi va adquirir amb les seves telenovel·les Abigail, Mundo de fieras, Déjate querer i Pasionaria. En 1993-1994, amb Carlos Mata, va rodar la telenovel·la Déjate querer a Argentina. Entre 2000 i 2001 protagonitzà la telecomèdia de Pol-ka, Ilusiones compartidas amb Oscar Martínez. El 5 de setembre de 2001 va debutar al teatre de l'Argentina amb l'obra Extraña pareja femenina i va continuar en 2002 amb Monólogos de la vagina i en 2004 amb El show de las divorciadas. Fulop també ha col·laborat com a copresentadora en programes televisius. Ha rebut diversos premis a Veneçuela a la millor actriu i, en Madrid, l' Inocente de plata, de la gala Inocente Inocente. En 2002 i 2003 va encarnar el personatge de Sonia Rey, una vedette de teatre de revista i mare soltera de Marizza Pía Spiritto/Marizza Pía Andrade interpretat per Camila Bordonaba a la reeixida sèrie de televisió argentina Rebelde Way. Entre 2002 i 2008 va ser conductora del programa matutí de Fox Sports, Catherine 100%. A l'estiu de 2006 va debutar com a vedette de la mà de Jorge Guinzburg a Un país de revistas, que va continuar encapçalant fins a 2007. Va participar del segment de Showmatch, Bailando por un sueño al costat del somiador Rodrigo Esmella, i va conduir el programa de moda Tendencia, a Canal 9. Va ser jurat del programa Talento argentino i conductora del programa ¿Quién quiere casarse con mi hijo? a Telefe. Al febrer de 2009 va ser jurat del Festival de la Cançó de Viña de la Mar a Xile, certamen en el qual va ser escollida reina pels periodistes acreditats, rebent premis i oferint la tradicional piscinada a l'Hotel O'Higgins de la ciutat lluint un biquini color blau. Donada la popularitat que assolí amb el públic de Xile, TVN la va contracta perquè durant un mes acompanyés Felipe Camiroaga en la conducció d' Animal nocturno. Va tornar a les telenovel·les en 2013 com a protagonista de Taxxi, amores cruzados, al costat de Gabriel Corrado, Nicolás Riera i Rocío Igarzábal. A més va participar com a actriu invitada de Sos mi hombre. En 2015 torna a la televisió com a conductora del cicle Los unos y los otros, a América TV. Durant 2016 interpreta la vilana principal de Por amarte así, telenovel·la protagonitzada per Gabriel Corrado a las tardes de Telefe.

## Controvèrsies
El 2 de maig de 2019, en un programa de ràdio, va fer una comparació entre la crisi de Veneçuela amb el succeït en els camps de concentració de l'Alemanya nazi durant la Segona Guerra Mundial, que va generar una polèmica i un fort repudi. Catherine Fulop havia dit al programa:
| «                 | "Als empleats públics els tenen amenaçats perquè sinó perden els seus treballs, tenen a aquesta gent dels barris a qui els donen plata i medicaments que continuar ballant al so d'ells perquè abans no han tingut res. Per què creus que Hitler va sobreviure, perquè solet ho va fer tot? No, perquè dins dels jueus eren els pitjors, els més torturadors dins dels camps de concentració. Els gripaus eren els propis jueus que torturaven a la seva pròpia gent. Això mateix està passant a Veneçuela". | » |
| — Catherine Fulop | |   |

Després d'haver dit això, l'advocat Jorge Monastersky va presentar una denúncia que va quedar a càrrec del Jutjat Correccional Federal 4 a càrrec del jutge Ariel Lijo i del fiscal Federico Delgado, per violar l'article 3 de la llei 23.592.
| «                                   | Article. 3°.- Seran reprimits amb presó d'un mes a tres anys els qui participessin en una organització o realitzessin propaganda basades en idees o teories de superioritat d'una raça o d'un grup de persones de determinada religió, origen ètnic o color, que tinguin per objecte la justificació o promoció de la discriminació racial o religiosa en qualsevol forma. En igual pena incorreran els qui per qualsevol mitjà encoratgessin o iniciessin a la persecució o l'odi contra una persona o grups de persones a causa de la seva raça, religió, nacionalitat o idees polítiques. | » |
| — Constitució de la Nació Argentina | |   |

Després d'haver dit això, Catherine Fulop va demanar disculpes pel que havia dit sobre la comunitat jueva i l'holocaust.

## Filmografia

### Televisió
| Ficcions  | Ficcions                             | Ficcions                                  | Ficcions          | Ficcions                                          | Ficcions  |
| Any       | Ficció                               | Personatge                                | Canal             | Notes                                             | País      |
| --------- | ------------------------------------ | ----------------------------------------- | ----------------- | ------------------------------------------------- | --------- |
| 1987      | Roberta                              | Belkys                                    | RCTV              | Participació                                      | Veneçuela |
| 1987-1988 | Mi amada Beatriz                     | Beatriz de la Caridad Castañeda           | RCTV              | Protagonista                                      | Veneçuela |
| 1988-1988 | La muchacha del circo                | Raiza / Adelina                           | RCTV              | Protagonista                                      | Veneçuela |
| 1988-1989 | Abigaíl                              | Abigaíl Guzmán de Ruiz                    | RCTV              | Protagonista                                      | Veneçuela |
| 1989-1990 | Amor marcado                         | Desconegut                                | RCTV              | Protagonista                                      | Veneçuela |
| 1990-1991 | Pasionaria                           | Bárbara Santana de Monteverde             | Venevisión        | Protagonista                                      | Veneçuela |
| 1991-1992 | Mundo de fieras                      | Rosario "Charito" Flores                  | Venevisión        | Protagonista                                      | Veneçuela |
| 1993-1994 | Déjate querer                        | Bárbara Sánchez                           | Telefe            | Protagonista                                      | Argentina |
| 1994      | Cara bonita                          | Nené                                      | Telefe            | Protagonista                                      | Argentina |
| 1997      | Archivo negro                        | Rebeca Núñez                              | Canal 13          | Protagonista                                      | Argentina |
| 1998      | Chica cósmica                        | Desconegut                                | América           | Protagonista                                      | Argentina |
| 2000      | Ilusiones compartidas                | Caridad Guanarito                         | Canal 13          | Protagonista                                      | Argentina |
| 2000      | Tiempo final 1                       | Ana                                       | Telefe            | Protagonista de l'episodi Hombre araña            | Argentina |
| 2001      | Pone a Francella                     | Ella mateixa                              | Telefe            | Participació especial                             | Argentina |
| 2002-2003 | Rebelde Way                          | Sonia Rey                                 | Canal 9 / América | Protagonista                                      | Argentina |
| 2004      | De la cama al living                 | Desconegut                                | Canal 7           | Protagonista de l'episodi Juegos de seducción     | Argentina |
| 2004      | La niñera                            | Desconegut                                | Telefe            | Participació especial                             | Argentina |
| 2005      | ¿Quién es el jefe?                   | Natalia                                   | Telefe            | Participació especial                             | Argentina |
| 2005      | Una familia especial                 | Desconegut                                | Canal 13          | Participació especial                             | Argentina |
| 2006      | Los ex                               | Desconegut                                | Telefe            | Protagonista                                      | Argentina |
| 2009      | Los exitosos Pells                   | Julia                                     | Telefe            | Participació especial                             | Argentina |
| 2010      | La mujer perfecta                    | Ella mateixa                              | Venevisión        | Cameo                                             | Veneçuela |
| 2011      | Los Únicos                           | Jéssica "Jessi" Durán Valdés              | Canal 13          | Participació especial                             | Argentina |
| 2011      | Porque te quiero así                 | Alejandra Guzmán                          | Canal 10          | Protagonista de la 2a temporada                   | Uruguai   |
| 2012      | La pelu                              | Ella mateixa                              | Telefe            | Cameo                                             | Argentina |
| 2013      | Sos mi hombre                        | Violeta Argüello                          | Canal 13          | Participació especial                             | Argentina |
| 2013-2014 | Taxxi, amores cruzados               | Lucía Linares                             | Telefe            | Protagonista                                      | Argentina |
| 2015      | Viudas e hijos del Rock & Roll       | Miriam                                    | Telefe            | Participació especial                             | Argentina |
| 2016-2017 | Por amarte así                       | Fátima Pellegrini                         | Telefe            | Antagonista Principal                             | Argentina |
| Programes |                                      |                                           |                   |                                                   |           |
| Any       | Programa                             | Paper                                     | Canal             | Notes                                             | País      |
| 1992-1993 | Viéndonos                            | Conductora                                | TVE               |                                                   | Espanya   |
| 1999      | Metro Show                           | Conductora                                | América           |                                                   | Argentina |
| 1999-2000 | Corazón partido                      | Conductora invitada                       | TVN               |                                                   | Chile     |
| 2002-2008 | Catherine 100%                       | Conductora                                | Fox Sports        |                                                   | Argentina |
| 2003      | El tiempo es dinero                  | Conductora                                | Canal 9           |                                                   | Argentina |
| 2007      | Showmatch                            | Participant de Bailando por un sueño 2007 | Canal 13          |                                                   | Argentina |
| 2008      | Tendencia                            | Conductora                                | Canal 9           |                                                   | Argentina |
| 2008-2011 | Talento argentino                    | Jurat                                     | Telefe            |                                                   | Argentina |
| 2009      | Festival de la Cançó de Viña del Mar | Jurat                                     | Canal 13/TVN      |                                                   | Xile      |
| 2009      | Animal nocturno                      | Conductora                                | TVN               | Conductora invitada per quatre capítols           | Xile      |
| 2012      | Todo por Amor                        | Conductora                                | Telefe            | Programa mai emès                                 | Argentina |
| 2012      | ¿Quien quiere casarse con mi hijo?   | Conductora                                | Telefe            |                                                   | Argentina |
| 2014      | Talento argentino                    | Jurat                                     | Telefe            |                                                   | Argentina |
| 2015      | Los unos y los otros                 | Conductora                                | América TV        |                                                   | Argentina |
| 2017      | Showmatch                            | Invitada                                  | Canal 13          | Acompanyant en la Salsa en trios a Melina Lezcano | Argentina |
| 2018      | Como todo                            | Invitada                                  | Net TV            |                                                   | Argentina |
| 2018      | Pampita íntima                       | Invitada                                  | Net TV            |                                                   | Argentina |

### Cinema
- Marbella antivicio (1994)
- Mercenarios (2005)
- Marigold (2007)
- Solos en la ciudad (2009)

### Teatre
- El amor y el interés (1987)
- Ensayo de amor (1989)
- El cuarto y el tiempo (1990)
- Extraña pareja femenina (2001-2002)
- Monólogos de la vagina (2002)
- El show de las divorciadas (2004)
- Un país de revista (2006)
- Rosa de dos aromas (2008)
- Educando a Rita (2009)

## Premios
| Premi                              | Any  | Categoria                          | Nominació per   | Resultat   |
| ---------------------------------- | ---- | ---------------------------------- | --------------- | ---------- |
| TP d'Or                            | 1998 | Millor Actriu                      | Abigaíl         | Nominada   |
| Reina del Festival de Viña del Mar | 2009 | Queen of the Viña del Mar Festival | Catherine Fulop | Guanyadora |